# Forchtenberg
Forchtenberg là một thị trấn nằm ở huyện Hohenlohekreis, phía bắc bang Baden-Württemberg, Đức.